# Bedřich Schejbal
Bedřich Schejbal (* 1874 - ?) byl český šermíř, společně s Jaroslavem Šourkem-Tučkem, Otakarem Ladou, Vlastimilem Ladou-Sázavským a Vilémem Goppoldem vybojoval bronzovou medaili v šermu šavlí družstev na olympiádě v Londýně v roce 1908.
V roce 1902 se po rozdělení česko-německého šermířského klubu Riegel stal prvním předsedou Českého šermířského klubu Riegel. V roce 1908 se kvalifikoval na olympijské hry už jako člen SK Slavie. Olympijských her se zúčastnil ještě v roce 1912, kdy byl v šermu šavlí vyřazen v prvním kole a v soutěži družstev (spolu s Čiperou, Goppoldem, Pfeifferem a Švorčíkem) obsadil čtvrté místo.